# Swyrydoniwka (obwód doniecki)
Swyrydoniwka (ukr. Свиридонівка) – wieś na Ukrainie, w obwodzie donieckim, w rejonie pokrowskim, w hromadzie Hrodiwka. W 2001 liczyła 35 mieszkańców.